# Kira Mouratova
Pour les articles homonymes, voir Mouratova.
Kira Gueorguievna Mouratova (en ukrainien : Кіра Георгіївна Муратова ; transcription anglophone : Kira Muratova) est une réalisatrice, scénariste et actrice roumaine puis soviétique et enfin ukrainienne, née Korotkova le 5 novembre 1934 à Soroca en Bessarabie roumaine et morte le 6 juin 2018 à Odessa (Ukraine).
C'est une personnalité remarquée du cinéma soviétique et du cinéma ukrainien.

## Biographie

### Jeunesse et étude
Kira Mouratova est née le 5 novembre 1934 à Soroca dans la Bessarabie alors roumaine (actuellement en Moldavie) et soviétique à partir de 1940. d'une mère roumaine et d'un père russe. Elle est diplômée de l’Institut fédéral d'État du Cinéma (VGIK) de Moscou en 1962 et se met à travailler pour le studio d'Odessa. Après la réalisation d'un court métrage, Au bord du ravin abrupt (У крутого яра), elle réalise avec Alexandre Mouratov Notre pain quotidien (1964).

### Carrière

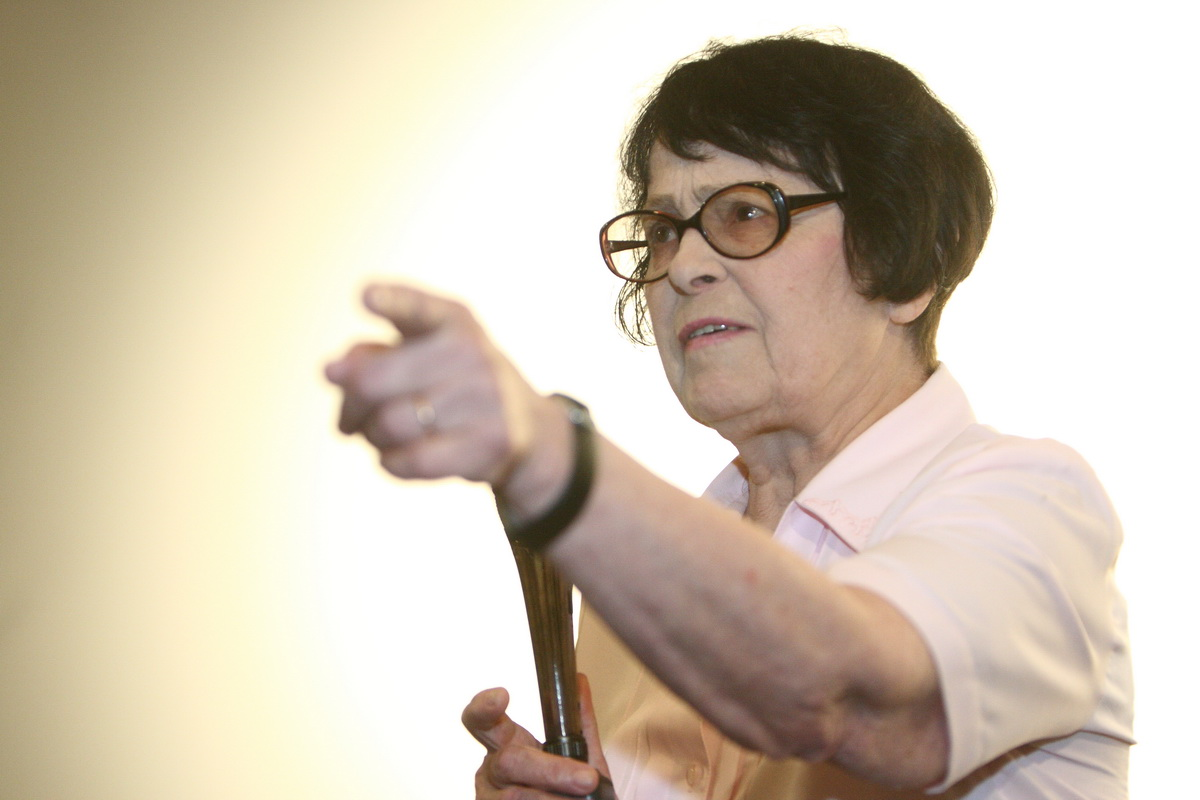
Muratova en 2010 menant sa classe de maître personnelle au Festival international du film d'Odessa.

En 1967, elle réalise son premier grand film, Brèves rencontres (Короткие встречи), dans lequel elle est aussi comédienne aux côtés d'un Vladimir Vyssotski débutant. Épinglant ouvertement la bureaucratie soviétique, le film est peu apprécié par la censure soviétique. Son film suivant, Longs Adieux (Долгие проводы) est, lui, censuré jusqu'en 1987.
Par la suite, l'activité créatrice de la réalisatrice sera partiellement bridée jusqu'au début de la Perestroïka, en 1986. Avec la ressortie de ses films précédemment censurés, en 1987, la popularité de Kira Mouratova grandit, en URSS, comme à l'étranger. Ainsi, en août 1987, le festival de Locarno lui consacre une rétrospective et l'invite à être membre du jury. Elle est aussi membre du jury lors de la Mostra de Venise 1990.
Cette notoriété lui permettra de continuer à réaliser y compris pendant les années de crise succédant à la dislocation de l'Union soviétique. Elle signe alors certains de ses meilleurs films, comme Le Syndrome asthénique (Астенический синдром), primé au Festival de Berlin, 1990. En 1994, elle reçoit un Léopard d'honneur au Festival international du film de Locarno. À partir de 1997, elle participe pleinement au renouveau des cinémas russe et ukrainien.

### Hommage
En 1997, son œuvre est récompensée par le prix national Taras Chevtchenko. En 2002, elle reçoit le prix Alexandre Dovjenko pour sa contribution au développement du cinéma ukrainien.
En 2004, Kira Mouratova est décorée de l'ordre de l'Amitié par le président de la fédération de Russie.
Une rétrospective lui est consacrée à la Cinémathèque française en 2019.

## Filmographie
Comme réalisatrice et scénariste
- 1961 : Au bord du ravin abrupt (ru) (У крутого яра)
- 1964 : Notre pain honnête (Наш честный хлеб) - parfois titré Notre pain quotidien.
- 1967 : Brèves Rencontres (Короткие встречи). Ce film est considéré par la réalisatrice comme son premier long métrage[9]
- 1971 : Longs Adieux (Долгие проводы)
- 1978 : En découvrant le vaste monde (Познавая Белый Свет)
- 1983 : Parmi les pierres grises (Среди Серых Камней)
- 1987 : Changement de destinée (Перемена участи)
- 1989 : Le Syndrome asthénique (Астенический синдром).
- 1992 : Le Milicien amoureux (Чувствительный милиционер)
- 1994 : Les Petites Passions (Увлеченья)
- 1997 : Trois Histoires (Три истории)
- 1999 : Lettre à l’Amérique (Письмо в Америку)
- 2001 : Citoyens de deuxième classe (Второстепенные люди)
- 2002 : Motifs tchékhoviens (Чеховские мотивы)
- 2004 : L'Accordeur (Настройщик)
- 2004 : L'Attestation (Справка), court métrage, 10 minutes
- 2007 : Deux en un (Два в Одном)
- 2007 : L'Entourloupe (Кукла, Koukla), court métrage de fiction.
- 2008 : Mélodie pour orgue de barbarie (Мелодия для шарманки).
- 2012 : L'Éternel Retour (Вечное возвращение, Vetchnoe vozvrachtchenie)

Comme actrice
- 1967 : Brèves Rencontres (Короткие встречи), fiction de 96 min.
- 1969 : Une tournée dangereuse (Опасные гастроли) de Gueorgui Jungwald-Khilkevitch

Comme monteuse
- 1985 : Je me souviens de toi (Ia tebia pomniou) d'Ali Khamraev

## Récompenses
- Festival international du film de Locarno 1987 : Prix FIPRESCI pour Longs Adieux
- Berlinale 1990 : Grand prix du jury  pour Le Syndrome asthénique
- Kinotavr 1992 : prix spécial du jury pour Le Milicien amoureux
- Kinotavr 1994 : prix spécial du jury pour Les Petites passions
- Nika 1995 : prix du meilleur film et de la meilleure réalisation pour Les Petites Passions
- Kinotavr 1997 : prix spécial du jury pour Trois Histoires
- Festival de Vyborg 2002 : prix de la meilleure réalisation  pour Motifs tchékhoviens
- Nika 2007 : prix du meilleur film de la CEI, de Géorgie et des États baltes pour Deux en un
- Huit de ses films sont dans la Liste des 100 meilleurs films de l'histoire du cinéma ukrainien.